# Soyauxia gabonensis
Soyauxia gabonensis là một loài thực vật có hoa trong họ Peridiscaceae. Loài này được Oliv. miêu tả khoa học đầu tiên năm 1882.